# Танагра жовтоголова
Тана́гра жовтоголова (Tangara xanthocephala) — вид горобцеподібних птахів родини саякових (Thraupidae). Мешкає в Андах.

## Опис

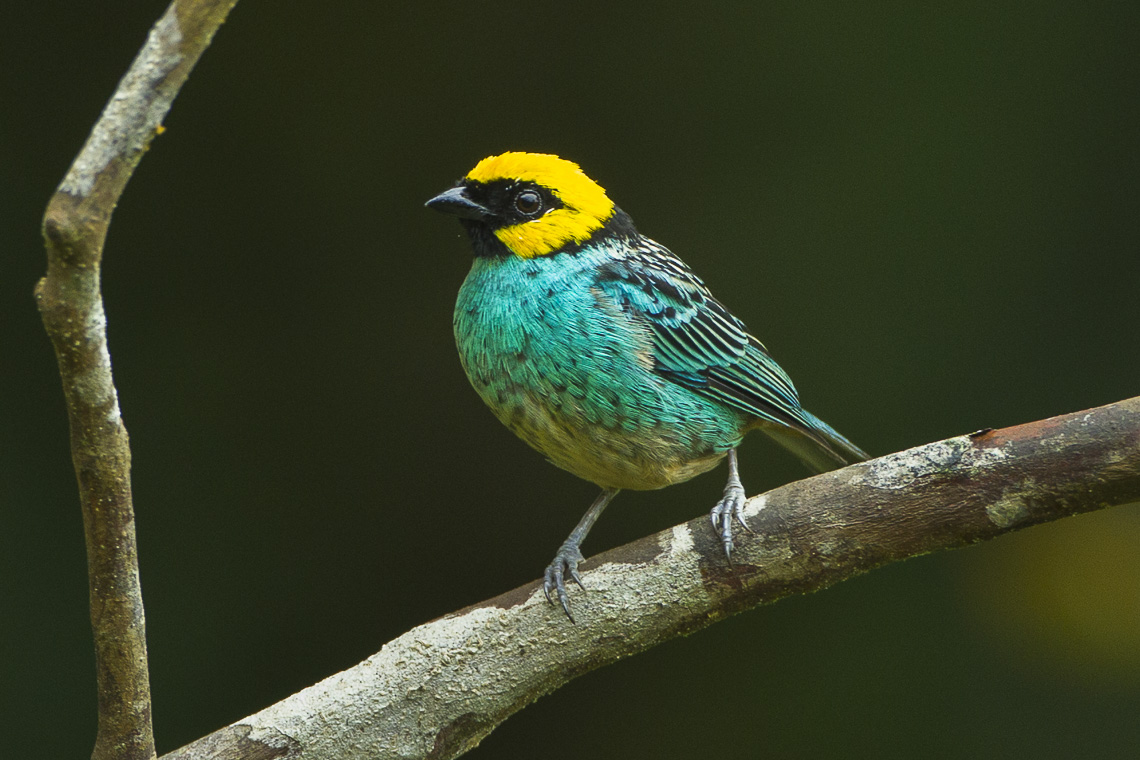
Жовтоголова танагра

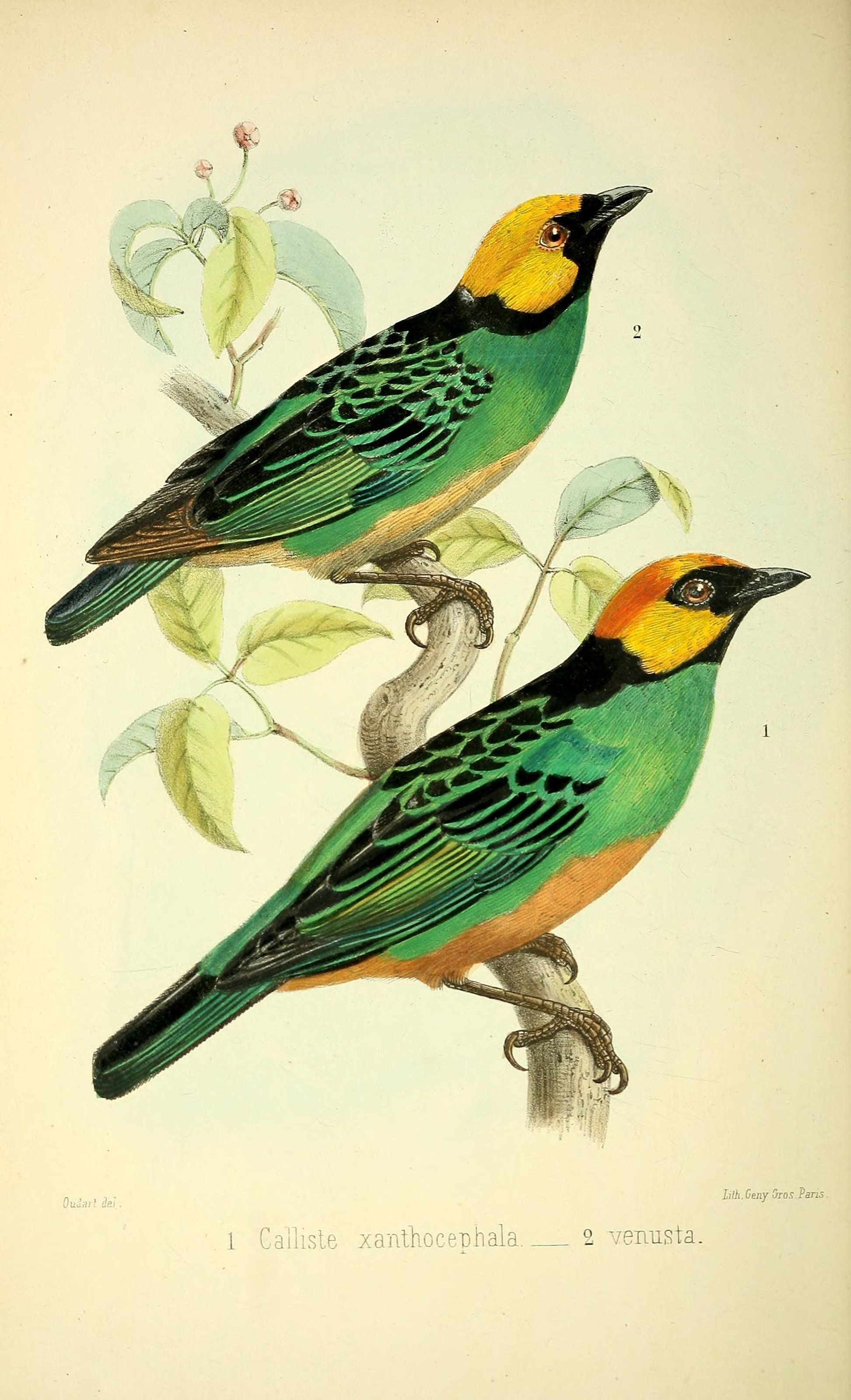
Жовтоголові танагри

Довжина птаха становить 12,5-13,5 см, вага 15-23,6 г. Виду не притаманний статевий диморфізм. Забарвлення переважно синьо-зелене, блискуче, на спині чорнуваті смуги. Верхня частина голови, скроні і щоки золотисто-жовті, лоб, і горло чорні, на обличчі чорна "маска". Крида і хвіст чорні з синьо-зеленими краями. Живіт і гузка охристі. Очі темно-карі, дзьоб чорний, лапи сірі. Молоді птахи мають менш яскраве, зеленувате забарвлення, верхня частина голови і скроні у них жовтувато-зелені, пера на нижній частині тіла мають охристі края.

## Підвиди
Виділяють три підвиди:
- T. x. venusta (Sclater, PL, 1855) — Анди на заході Венесуели (Кордильєра-де-Мерида), в Колумбії, Еквадорі і Перу, гори Сьєрра-де-Періха на кордон Колумбії і Венесуели;
- T. x. xanthocephala (Tschudi, 1844) — східні схили Анд в центральному Перу (Хунін);
- T. x. lamprotis (Sclater, PL, 1851) — Анди на південному сході Перу і в Болівії.

## Поширення і екологія
Жовтоголові танагри мешкають у Венесуелі, Колумбії, Еквадорі, Перу і Болівії. Вони живуть у вологих гірських і хмарних тропічних лісах та узліссях і плантаціях. Зустрічаються парами або невеликими зграйками до 10 птахів, переважно на висоті від 1300 до 2600 м над рівнем моря. Часто приєднуються до змішаних зграй птахів. Живляться переважно плодами, зокрема шовковицею, Cecropia, Miconia і меластомовими, а також комахами. Жовтоголові танагри є моногамними птахами, гніздяться на деревах. В кладці 2 яйця.